# Silvestre González (jesuita)
Silvestre González (Huelva, 1657 - Candelaria, 1708) fue un misionero jesuita español con actividad en los territorios de Virreinato del Perú.

## Diario de viaje
Si bien no existe mucha documentación sobre las actividades que realizó, a través de un diario de viaje que escribió se sabe que comandó la formación o crecimiento de acumulaciones de ganado llamadas "vaquerías" en la Banda Oriental. Parte del ganado cimarrón arreado también fue conducido a acrecentar la cantidad de cabezas de una vaquería en formación llamada "Vaquería de los Pinares" ubicada en el planalto riograndense, en una zona llamada actualmente Campos de Vacaria.
Estas labores quedaron registradas en el diario de viaje que narra su travesía desde San Borja, Perú el 25 de octubre de 1705, adentrándose en la Banda Oriental, pasando por varios poblados, como la actual Colonia del Sacramento, concluyendo el 18 de diciembre del mismo año.
Dicho diario de viaje permaneció inédito hasta que el uruguayo Baltasar Luis Mezzera encontró y transcribió su contenido desde una copia alojada en el Museo Histórico Nacional de Uruguay. Dicha transcripción fue publicada en 1966, bajo el título "Diario de viaje a las vaquerías del mar : (1705), por el Hno. Silvestre González".

## Autenticidad del relato
En una edición posterior de esta obra, el escritor Esteban Campal plantea dudas sobre la autenticidad del texto encontrado en el Museo Histórico, ya que se sabe que los jesuitas de las Misiones del Uruguay fraguaron en ocasiones textos que los apoyaran en su reivindicación sobre la posesión de las "Vaquerías del mar" (nombre general del territorio debajo del Río Negro del actual Uruguay), otros factores hacen suponer que el texto es auténtico, como la espontaneidad del relato y la coherencia de los números y lugares que maneja el texto.